# Caisse nationale de sécurité sociale (Bénin)
Pour les articles homonymes, voir Caisse nationale de sécurité sociale.
La caisse nationale de sécurité sociale (CNSS) anciennement Caisse de compensation des prestations familiales (CCPF), est un établissement public béninois, à vocation de sécurité sociale créé en 1959 ou les prestations familiales couvrent deux risques, à savoir : les charges de famille et la maternité. La CNSS constitue un régime de sécurité social au Bénin, obligatoire pour les salariés de l’industrie, des services et des professions libérales.

## Historiques
En 1956, la Caisse de Compensation des Prestations Familiales (CCPF) année de création est révisée le 26 novembre 1960 par un décret ou ces prestations autrefois limitées aux enfants du salarié seront étendues en juin 1979 aux enfants du salarié retraité. En 1959, elle est devenue Caisse de Compensation des Prestations Familiales et des Accidents du Travail (CCPFAT) le 27 mars 1958, date de création de l’Institut de Prévoyance et de Retraite de l’Afrique Occidentale (IPRAO).
En 1970, la Caisse de Compensation des Prestations Familiales et Accidents du Travail (CCPFAT) devient la Caisse Dahoméenne de Sécurité Sociale (CDSS). 
En mars 1971, la Caisse Dahoméenne sera scindée en deux institutions différentes dont la Caisse Dahoméenne de Sécurité Sociale chargée des branches de pensions et des risques professionnels et la Caisse d’Allocations familiales chargée de la branche des prestations familiales. Le 17 janvier 1973, les deux institutions se fusionnent avec l’ancienne dénomination : Caisse Dahoméenne de Sécurité Sociale (CDSS). Le 26 janvier 1976, la Caisse Dahoméenne de Sécurité Sociale (CDSS) devient Office Béninois de Sécurité Sociale (OBSS). 
Le 21 mars 2003, la loi n° 98-019 du 21 mars 2003 portant code de Sécurité Sociale en République du Bénin transformera l’Office Béninois de Sécurité Sociale (OBSS) en Caisse Nationale de Sécurité Sociale (CNSS).

## Directeurs successifs
- Auguste René Ali Yérima[2],
- Martial Souton[3];
- Célestin Coovi Ahonon[4];
- Apollinaire Tchintchin Confirmé[5];